# Christine Sinclair
Christine Margaret Sinclair (Burnaby, 12 juni 1983) is een Canadees voetbalster die speelt voor Portland Thorns FC en het Canadees vrouwenelftal. Ze heeft 290 interlands gespeeld en daarin 185 doelpunten gemaakt. Daarmee heeft ze de meeste interlands en doelpunten en staat ruim boven het record bij de mannen van Ali Daei en Cristiano Ronaldo elk 109 scoorden.